# Eko Yuli Irawan
Eko Yuli Irawan (født 24. juli 1989) er en indonesisk vægtløfter. 
Han repræsenterede sit land ved sommer-OL 2012 i London, hvor han tog bronze.
Under sommer-OL 2020 i Tokyo , som blev afholdt i 2021, vandt han sølv.